# Cetățean digital

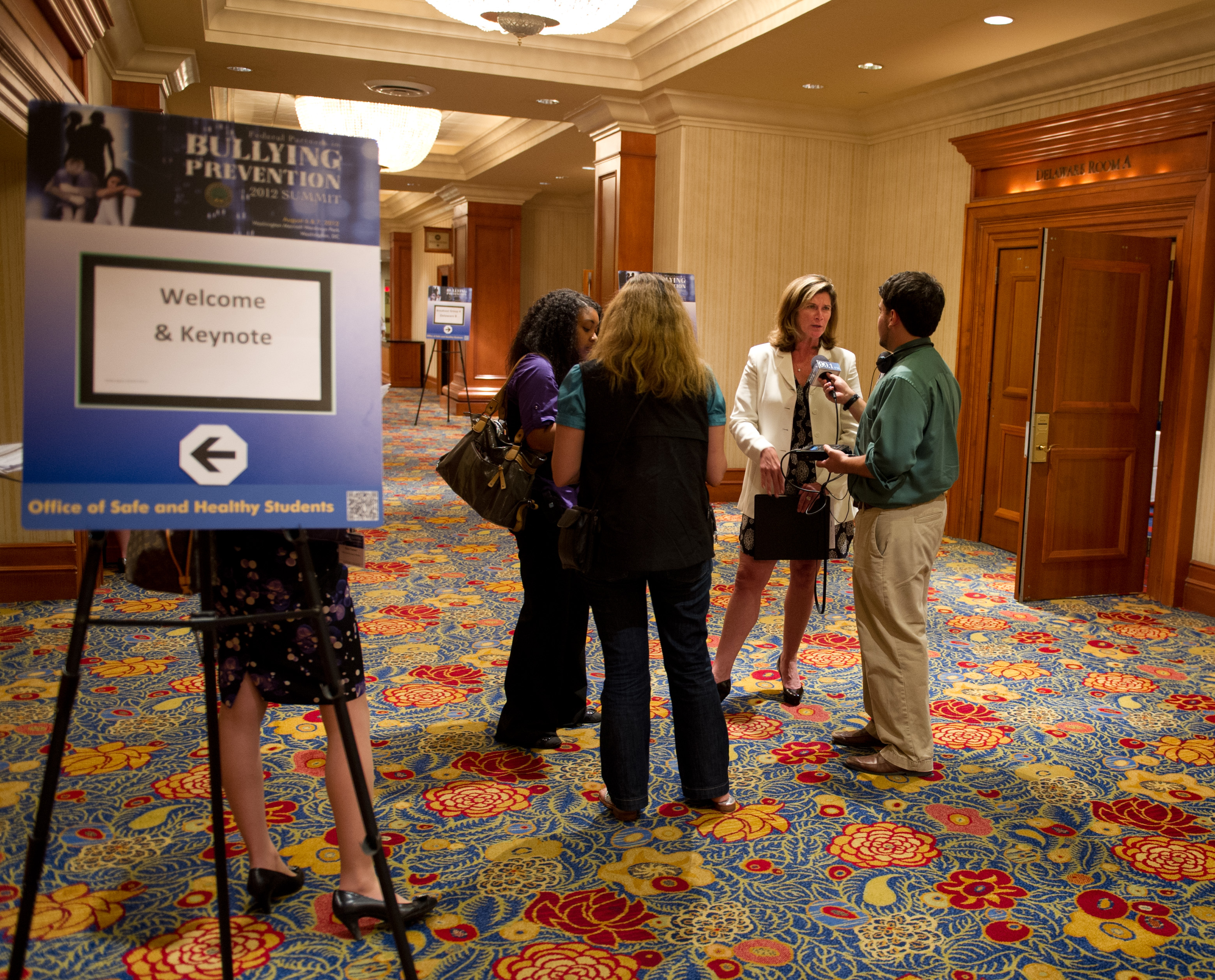
În fiecare an, Partenerii Federali în Prevenirea Bullying-ului găzduiesc un summit pentru a evidenția activitatea sa de a preveni cyberbullying-ul, în special în școli și în rândul studenților, în eforturile de a deveni cetățeni digitali responsabili.

Cetățeanul digital este o persoană care utilizează tehnologia informației (TI) pentru a se implica în societate, politică și guvern. Așa cum a definit Karen Mossberger, autorul romanului „Digital Citizenship: The Internet, Society, and Participation”, cetățenii digitali îi reprezintă pe „cei care folosesc internetul în mod regulat și eficient”. De asemenea, aceștia au o înțelegere cuprinzătoare a cetățeniei digitale, care este comportamentul adecvat și responsabil atunci când folosesc tehnologia. Cetățenia digitală evaluează modul în care o persoană răspunde la modul cum este tratat în cadrul unei comunități digitale, aceasta necesită adesea participarea tuturor membrilor comunității, atât vizibili, cât și a celor care sunt mai puțin vizibili. În mare parte a fi cetățean digital responsabil cuprinde alfabetizarea digitală, eticheta, siguranța online și a face diferența între informațiile private versus publice.
Oamenii care se caracterizează drept cetățeni digitali folosesc adesea IT, creând bloguri, utilizând rețele sociale și participând la jurnalism digital. Deși cetățenia digitală începe atunci când orice copil, adolescent și/sau adult se înscrie pentru o adresă de e-mail, postează imagini online, folosește comerțul electronic pentru a cumpăra mărfuri online și/sau participă la orice funcție electronică care este B2B sau B2C, procesul de a deveni cetățean digital depășește simpla activitate pe internet. De la Thomas Humphrey Marshall, un sociolog britanic cunoscut pentru activitatea sa asupra cetățeniei sociale, un cadru primar al cetățeniei cuprinde trei tradiții diferite (liberalism, republicanism și ierarhie ascriptivă), iar în acest cadru, cetățenia digitală trebuie să existe pentru a să promoveze oportunități economice egale și să sporească participarea politică. În acest fel, tehnologia digitală ajută la reducerea barierelor de intrare pentru participare ca cetățean în cadrul societății.
Holistic, cetățenia digitală acoperă atât un punct de vedere social, cât și un aspect politic, utilizat la nivel local în școală și în alte sisteme educaționale, fiind în același timp dezbătut la nivel național. Există multe mijloace de a participa ca cetățean digital pentru a pleda pentru cauze sau probleme specifice care sunt controversate, iar a fi cetățean digital cuprinde un nivel de responsabilitate care include obiective universale care trebuie respectate.

## Legături externe
- Take the Safe Online Surfing Internet Challenge (FBI)